# Albijoy
Albixoi o Santa Marina de Albixoi (llamada oficialmente Santa Mariña de Albixoi) es una parroquia del municipio de Mesía, en la provincia de La Coruña, Galicia, España.

## Entidades de población
Entidades de población que forman parte de la parroquia:
- A Carballeira
- A Casanova
- A Fieiteira
- A Fraga
- A Iglesia (A Igrexa)
- A Lata
- A Torre
- Castiñeiras
- Novás
- O Formigueiro
- O Parceiro
- Ousende
- Pereira
- Quintás
- Xemerás
- Xestosa

## Despoblado
- A Fraga da Lata

## Demografía
| Gráfica de evolución demográfica de Albijoy entre 2000 y 2018 |
|                                                               |
| Población de derecho según el padrón municipal del INE        |